# Avarua satchelli
Avarua satchelli  (лат.) — вид аранеоморфных пауков из подсемейства Ballinae в семействе пауков-скакунов (Salticidae). Единственный вид рода Avarua. Вид эндемик Островов Кука.

## Этимология
Название рода — Avarua, дано виду в честь места, где обитает это паук, то есть города Аваруа (столица государства Острова Кука).